# HD86592
HD86592 — хімічно пекулярна зоря спектрального класу A0, що має видиму зоряну величину в смузі V приблизно  7,9.
Вона  розташована на відстані близько 586,6 світлових років від Сонця.

## Пекулярний хімічний склад
Зоряна атмосфера HD86592 має підвищений вміст 
Eu
.